# Lasioptera longispatha
Lasioptera longispatha är en tvåvingeart som beskrevs av Jean-Jacques Kieffer 1909. Lasioptera longispatha ingår i släktet Lasioptera och familjen gallmyggor. Inga underarter finns listade i Catalogue of Life.